# A Lot Like Love
A lot like love és una pel·lícula dels Estats Units dirigida per Nigel Cole el 2005, i protagonitzada per Ali Larter, Amanda Peet, Ashton Kutcher, Taryn Manning, Kal Penn i Kathryn Hahn.

## Argument
Oliver i Emily semblen destinats a enamorar-se. Oliver s'acaba de graduar i busca l'èxit en els negocis mentre que Emily és una rebeld amant de la llibertat i l'espontaneïtat. Quan els dos pols oposats es troben en un vol d'una punta del país a l'altra, en salten guspires però sembla que el que acaba sorgint entre ells no és res més que una simple relació esporàdica. Tanmateix, cap dels dos pot oblidar l'altre i durant set anys seguiran trobant-se en diferents llocs i situacions. Segueixen amb llurs carreres, llurs relacions i llurs ruptures cadascun per la seva banda, però de mica en mica van convertint-se en amics íntims que s'ho diuen tot. Tot i que sempre amb el dubte de si llur relació és una bona amistat, un desastre romàntic o alguna cosa que es podria definir com amor.

## Comentari
Nigel Cole és el director d'aquesta pel·lícula sobre la tortuosa experiència de trobar una parella al món avui dia. Protagonitzada per Ashton Kutcher i Amanda Peet, A Lot Like Love és una versió contemporània de les tradicionals comèdies romàntiques, una història de mala sincronització entre dues persones que han de lluitar per descobrir si realment estan enamorades.